# Głęboki Staw (Warszawa)
Głęboki Staw lub Staw Głęboki – staw w Warszawie, w dzielnicy Ursynów.

## Położenie i charakterystyka
Staw leży po lewej stronie Wisły, w stołecznej dzielnicy Ursynów, na obszarze MSI Dąbrówka, w pobliżu ulic Baletowej, Puławskiej i Gajdy. Znajduje się na obszarze zlewni Rowu Jeziorki.
Zgodnie z „Programem Ochrony Środowiska dla m. st. Warszawy na lata 2009–2012 z uwzględnieniem perspektywy do 2016 r.” staw położony jest na wysoczyźnie, a jego powierzchnia przed przebudową wynosiła 0,6567 ha lub według innego źródła 0,7120 ha. Według numerycznego modelu terenu udostępnionego przez Geoportal lustro wody znajduje się na wysokości 104,3 m n.p.m. Identyfikator MPHP to 101359. Staw nie ma połączeń z innymi obiektami hydrograficznymi, jest bezodpływowy, a jego pojemność wynosiła przed przebudową 9010 m³. Zasilany jest wodami gruntowymi.
Od 2020 roku nad brzegami stawu znajduje się kompleks dwóch budynków biurowych o nazwie Baletowa Business Park. Inwestorem była firma Polkomtel, a projekt został przygotowany przez pracownię architektoniczną Stratos Gafos. W wyniku prac budowlanych wyciętych zostało 320 drzew, inwestor zobowiązał się także do posadzenia 193 nowych. Zasypano również część zbiornika wodnego o powierzchni 620 m² i powiększono go w innym miejscu o 670 m². Powierzchnia wzrosła więc w stosunku do stanu pierwotnego o 50 m².
Pod koniec lat 80. XX wieku na terenie zbiornika wodnego stwierdzono występowanie perkoza rdzawoszyjego.